# Symfonie nr. 4 (Mahler)
De eerste drie delen van de Vierde Symfonie van Gustav Mahler zijn geschreven in de zomers van 1899 en 1900. Aangezien Mahler als dirigent aangesteld was aan de Weense Hofopera had hij alleen tijd in zijn korte vakantie om te componeren. Het vierde deel is later door hem toegevoegd, eigenlijk ontworpen als laatste deel van zijn Derde Symfonie.
In het laatste deel is een sopraansolo verwerkt naar een lied uit de liederenverzameling "Des Knaben Wunderhorn" van Clemens Brentano.

## Instrumentatie
De Vierde Symfonie is gecomponeerd voor een voor Mahler ongebruikelijk kleine orkestbezetting.
De symfonie is geschreven voor 4 fluiten (3 en 4 ook piccolo), 3 hobo's (3 ook Engelse hoorn, 3 klarinetten (2 ook Es-klarinet, 3 ook basklarinet), 3 fagotten (3 ook contrafagot), 4 hoorns, 3 trompetten, slagwerk, 1 harp (soms verdubbeld), strijkers en solosopraan. In het tweede deel treedt een soloviool op, een hele toon hoger gestemd dan normaal.
De symfonie bestaat uit vier delen:
1. Bedächtig-nicht eilen-recht gemächlich;
2. In gemächlicher Bewegung;
3. Ruhevoll (poco adagio);
4. Sehr behaglich.

## Analyse
1ste deel: 
Een sonatevorm wordt ingeleid door schelringen, waarna er een haast klassieke melodie wordt ingezet door de strijkers. Naderhand worden er steeds meer melodieën toegevoegd, waardoor er een heel vlechtwerk ontstaat van allerlei melodieën. Dan komt de muziek tot rust, waarna de inleiding opnieuw wordt ingezet. Hierbij wordt wat gevarieerd en er komt een wat onrustige melodie uit de blazers, die ten slotte weer kalmeert en overgaat in de doorwerking. Hierna volgt de reprise, direct met een deel van het eerste thema beginnend.
2de deel:
Een spookachtig scherzo met op de voorgrond de hoge tonen van een vedel-achtige soloviool. Mahler bereikt dit opvallende effect door deze viool een toon hoger te stemmen dan gebruikelijk. Midden in het trio kalmeert de melodie en wordt een rustig thema zonder solo. Dan weer spookachtige muziek; dit gaat zo een tijd door; dan wordt de muziek vrolijker en eindigt met enkele akkoorden.
3de deel:
Een zogenaamde dubbelvariatievorm: 2 contrasterende thema's worden beide in paren gevarieerd. Het opent met een intieme strijkerszang, begeleid door pizzicati van de contrabassen, die naar de natuur verwijzen. Dan opeens een nieuw thema: een grootse dansbeweging; weer rustige muziek, vervolgens een korte uitbarsting waarin de pauken met harde slagen de baspizzicati uit het begin herhalen. De uitbarsting is van korte duur, als een soort laatste opleving, waarna het deel "gänzlich ersterbend" eindigt als inleiding naar de hemel van het vierde deel.
4de deel:
Een muzikale verbeelding van een feest in de hemel. De lyrische sopraansolo ("mit kindlich heiterer Ausdrückung", Leonard Bernstein gaf er de voorkeur aan dit deel door een jongenssopraan te laten zingen) wordt afgewisseld door snelle orkesttutti, waarmee het paradijs wordt uitgebeeld met zijn dartelend spelende engeltjes. De tekst:
Das Himmlische Leben
Wir genießen die himmlischen Freuden,

D'rum tun wir das Irdische meiden.

Kein weltlich' Getümmel

Hört man nicht im Himmel!

Lebt alles in sanftester Ruh'.

Wir führen ein englisches Leben,

Sind dennoch ganz lustig daneben;

Wir tanzen und springen,

Wir hüpfen und singen,

Sanct Peter im Himmel sieht zu.

Johannes das Lämmlein auslasset,

Der Metzger Herodes d'rauf passet.

Wir führen ein geduldig's,

Unschuldig's, geduldig's,

Ein liebliches Lämmlein zu Tod.

Sanct Lucas den Ochsen tät schlachten

Ohn' einig's Bedenken und Achten.

Der Wein kost' kein Heller

Im himmlischen Keller;

Die Englein, die backen das Brot.

Gut' Kräuter von allerhand Arten,

Die wachsen im himmlischen Garten,

Gut' Spargel, Fisolen

Und was wir nur wollen.

Ganze Schüsseln voll sind uns bereit!

Gut' Äpfel, gut' Birn' und gut' Trauben;

Die Gärtner, die alles erlauben.

Willst Rehbock, willst Hasen,

Auf offener Straßen

Sie laufen herbei!

Sollt' ein Fasttag etwa kommen,

Alle Fische gleich mit Freuden angeschwommen!

Dort läuft schon Sanct Peter

Mit Netz und mit Köder

Zum himmlischen Weiher hinein.

Sanct Martha die Köchin muß sein.

Kein' Musik ist ja nicht auf Erden,

Die unsrer verglichen kann werden.

Elftausend Jungfrauen

Zu tanzen sich trauen.

Sanct Ursula selbst dazu lacht.

Kein' Musik ist ja nicht auf Erden,

Die unsrer verglichen kann werden.

Cäcilia mit ihren Verwandten

Sind treffliche Hofmusikanten!

Die englischen Stimmen

Ermuntern die Sinnen,

Daß alles für Freuden erwacht.
Symfonieën: Symfonie nr. 1, Titan · Symfonie nr. 2, Auferstehung · Symfonie nr. 3 · Symfonie nr. 4 · Symfonie nr. 5 · Symfonie nr. 6, Tragische · Symfonie nr. 7 · Symfonie nr. 8, Sinfonie der Tausend · Das Lied von der Erde · Symfonie nr. 9 · Symfonie nr. 10 (onvoltooid)

Orkestliederen: Das klagende Lied (cantate) · Lieder eines fahrenden Gesellen · Rückertlieder · Kindertotenlieder · Lieder aus "Des Knaben Wunderhorn"
- Bibliothèque nationale de France: cb13915890j (data)
- Gemeinsame Normdatei: 300098030
- Library of Congress Control Number: no96011055
- MusicBrainz work: b99a498c-2a7d-4e1d-85e5-9e60808b16f1
- Nationale Bibliotheek van Israël: 987007421728705171
- Virtual International Authority File: 175598426